# Torino Football Club 2013-2014
Questa voce raccoglie le informazioni riguardanti il Torino Football Club nelle competizioni ufficiali della stagione 2013-2014.

## Stagione

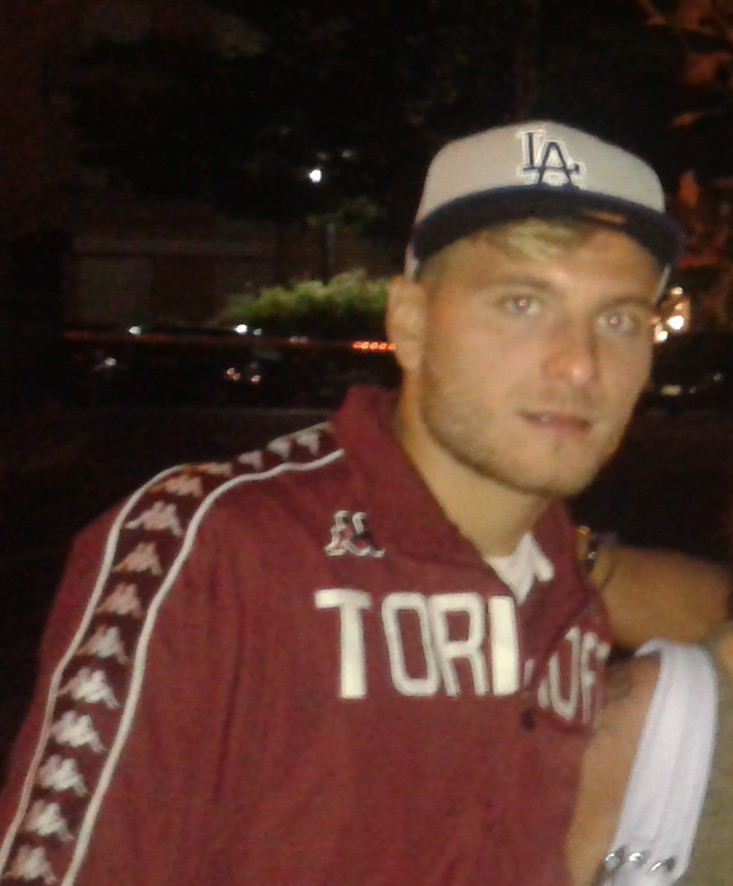
Ciro Immobile, miglior marcatore del campionato nella stagione 2013-2014.

Confermato Gian Piero Ventura in panchina, il Torino effettuò a Bormio il ritiro estivo nel corso del quale vennero aggregati alla prima squadra Marco Sordi, Mattia Aramu e Vittorio Parigini. Nella stagione 2013-14 il Torino disputò il suo miglior torneo in massima serie dall'edizione del 1991-92, in cui giunse terzo, con 43 punti, classificandosi al settimo posto grazie alle reti di Alessio Cerci e del neoacquisto Ciro Immobile, i quali divennero (a pari merito coi cugini bianconeri Tévez-Llorente) la coppia d'attacco più prolifica della Serie A con 35 reti totali. A fine campionato il Torino, che sul campo mancò per un punto la qualificazione all'Europa League, venne successivamente ammesso alla competizione dopo l'esclusione del Parma, sesto classificato ma non in possesso della licenza UEFA: i granata ritrovarono così un palcoscenico continentale che mancava dall'Intertoto del 2002 e, nel caso delle manifestazioni maggiori, dalla Coppa delle Coppe del 1994. In Coppa Italia la squadra torinese venne invece eliminata al terzo turno dai cadetti del Pescara.
A livello individuale, Ciro Immobile, coi suoi 22 gol, a fine stagione risultò capocannoniere del torneo, titolo che un giocatore granata non raggiungeva dal 1976-77 con Graziani; lo stesso attaccante e il difensore Matteo Darmian, nell'ambito del Gran Galà del calcio AIC, furono selezionati nella squadra dell'anno 2014. Gianluca Petrachi, invece, ricevette a Latina il premio "Maurizio Maestrelli" per il miglior direttore sportivo del campionato.

## Divise e sponsor
Lo sponsor tecnico per la stagione fu Kappa per la sesta stagione consecutiva. La prima divisa presentò una maglia granata con colletto bianco, pantaloncini bianchi e calzettoni neri con risvolto granata. La seconda divisa fu bianca con colletto granata, calzoncini granata e calzettoni bianchi con risvolto granata. La terza divisa fu celeste con colletto granata, calzoncini celesti e calzettoni celesti con risvolti granata. Per quanto riguarda i portieri, venne messa loro a disposizione una divisa di colore verde. Il Torino confermò come sponsor principale l'azienda di salumi Beretta, mentre come secondo sponsor ospitò invece sulle proprie maglie il marchio giapponese Suzuki.
| Casa | Trasferta | Terza maglia |

## Organigramma societario
Dal sito internet della società:
Consiglio di Amministrazione
- Presidente: Urbano Cairo
- Vice Presidente: Giuseppe Cairo
- Consiglieri: Giuseppe Ferrauto, Uberto Fornara, Marco Pompignoli

Area organizzativa
- Direttore Generale: Antonio Comi

Area Tecnica
- Direttore sportivo: Gianluca Petrachi
- Allenatore: Gian Piero Ventura
- Allenatore in seconda: Salvatore Sullo
- Allenatore dei portieri: Giuseppe Zinetti
- Preparatori atletici: Alessandro Innocenti, Paolo Solustri
- Team Manager: Giacomo Ferri

Segreteria
- Segretario Generale: Pantaleo Longo
- Segreteria: Sonia Pierro

Area Commerciale e Progetti Speciali
- Direzione Commerciale: Cairo Pubblicità

Area Marketing e Comunicazione
- Responsabile Marketing, New Media e Relazioni esterne: Alberto Barile
- Responsabile Ufficio Stampa: Piero Venera
- Ufficio Stampa: Andrea Canta

Area Amministrativa
- Direttore Amministrativo: Luca Boccone

Area sanitaria
- Coordinatore Sanitario: Renato Misischi
- Responsabile Sanitario e Medico Sociale Prima Squadra: Marco Cravero
- Massofisioterapisti: Stefano Conti, Silvio Fortunato

Area Stadio Olimpico, Biglietteria e Club
- Responsabile e Delegato Stadio: Fabio Bernardi
- Biglietteria e Rapporti con i Club: Dario Mazza

Dirigente Addetto agli Arbitri
- Dirigente Addetto agli Arbitri: Paolo Ravizza

Magazzino
- Magazzinieri Prima Squadra: Giuseppe Fioriti, Marco Pasin, Antonio Vigato.

## Rosa
| N. |                      | Ruolo | Calciatore           |
| -- | -------------------- | ----- | -------------------- |
| 1  | Belgio (bandiera)    | P     | Jean François Gillet |
| 2  | Uruguay (bandiera)   | D     | Guillermo Rodríguez  |
| 3  | Italia (bandiera)    | D     | Danilo D'Ambrosio    |
| 4  | Albania (bandiera)   | C     | Migjen Basha         |
| 5  | Italia (bandiera)    | D     | Cesare Bovo          |
| 7  | Marocco (bandiera)   | C     | Omar El Kaddouri     |
| 8  | Svezia (bandiera)    | C     | Alexander Farnerud   |
| 9  | Italia (bandiera)    | A     | Ciro Immobile        |
| 10 | Brasile (bandiera)   | A     | Paulo Vitor Barreto  |
| 11 | Italia (bandiera)    | C     | Alessio Cerci        |
| 14 | Italia (bandiera)    | C     | Alessandro Gazzi     |
| 16 | Argentina (bandiera) | A     | Marcelo Larrondo     |
| 17 | Italia (bandiera)    | D     | Salvatore Masiello   |
| 19 | Serbia (bandiera)    | D     | Nikola Maksimović    |
| 20 | Italia (bandiera)    | C     | Giuseppe Vives       |
| 22 | Italia (bandiera)    | D     | Marco Chiosa         |
| 23 | Senegal (bandiera)   | P     | Lys Gomis            |
| 24 | Italia (bandiera)    | D     | Emiliano Moretti     |

| N. |                       | Ruolo | Calciatore            |
| -- | --------------------- | ----- | --------------------- |
| 25 | Polonia (bandiera)    | D     | Kamil Glik (capitano) |
| 26 | Italia (bandiera)     | D     | Giovanni Pasquale     |
| 27 | Slovenia (bandiera)   | C     | Jasmin Kurtić         |
| 29 | Italia (bandiera)     | D     | Filippo Scaglia       |
| 29 | Montenegro (bandiera) | D     | Marko Vešović         |
| 30 | Italia (bandiera)     | P     | Daniele Padelli       |
| 31 | Ghana (bandiera)      | C     | Emmanuel Gyasi        |
| 32 | Italia (bandiera)     | P     | Tommaso Berni         |
| 33 | Italia (bandiera)     | C     | Matteo Brighi         |
| 34 | Italia (bandiera)     | D     | Antonio Barreca       |
| 36 | Italia (bandiera)     | D     | Matteo Darmian        |
| 49 | Italia (bandiera)     | C     | Mattia Aramu          |
| 51 | Italia (bandiera)     | C     | Alessandro Comentale  |
| 63 | Italia (bandiera)     | C     | Nicola Bellomo        |
| 69 | Italia (bandiera)     | A     | Riccardo Meggiorini   |
| 77 | Grecia (bandiera)     | C     | Panagiōtīs Tachtsidīs |
|    | Ghana (bandiera)      | C     | Ahmed Barusso         |
|    | Uzbekistan (bandiera) | A     | Ilyos Zeytullayev     |

## Calciomercato

### Sessione estiva(dal 1º/7 al 2/9)
Lasciano la squadra dopo cinque anni il capitano Rolando Bianchi, a cui non viene rinnovato il contratto in scadenza e Mario Santana, che torna al Napoli per fine prestito. Prima ancora dell'apertura ufficiale del calciomercato vengono ufficializzati gli acquisti del portiere Daniele Padelli e del centrocampista Alexander Farnerud; per quanto riguarda gli accordi di compartecipazione vengono risolti a favore quelli dei difensori Matteo Darmian e Kamil Glik e dei centrocampisti Migjen Basha, Alessio Cerci e Alen Stevanović, mentre viene rinnovato per un'altra stagione con l'Udinese quello relativo all'attaccante Paulo Vitor Barreto. Percorso inverso per Matteo Rubin, il cui cartellino diventa interamente del Siena. L'inizio ufficiale del mercato viene fortemente influenzato dai pronunciamenti della giustizia sportiva nell'ambito del procedimento Calcioscommesse Bari-bis: Barreto e Alessandro Gazzi patteggiano 3 mesi e 10 giorni di squalifica, mentre Jean François Gillet viene condannato in primo e secondo grado a 3 anni e 7 mesi di squalifica, poi ridotti dal TNAS a 13 mesi. Così sul mercato vengono acquistati i difensori Cesare Bovo ed Emiliano Moretti dal Genoa e i centrocampisti Nicola Bellomo dal Bari e Omar El Kaddouri dal Napoli. Durante il ritiro viene ufficializzato l'acquisto in prestito del difensore della Nazionale serba Nikola Maksimović. Angelo Ogbonna, invece, dopo undici anni tra giovanili e prima squadra viene ceduto alla Juventus, fatto mai successo prima nella storia, mentre come parziale contropartita arriva in compartecipazione in granata l'attaccante della nazionale Under 21 Ciro Immobile; l'8 luglio, dopo aver rescisso consensualmente il suo contratto con la Roma, fa ritorno in granata anche Matteo Brighi. Tre giorni dopo Alen Stevanović passa in prestito con diritto di riscatto al Palermo, in Serie B. Il 30 luglio giunge in compartecipazione dal Siena l'attaccante Marcelo Larrondo, che va a completare il reparto offensivo. L'8 agosto, dopo tre stagioni, il difensore Valerio Di Cesare saluta Torino per approdare a titolo definitivo al Brescia. Il 31 agosto, ultimo giorno di calciomercato, arriva in prestito dall'Udinese il terzino sinistro Giovanni Pasquale e viene ingaggiato a parametro zero Tommaso Berni, che va a ricoprire il ruolo di terzo portiere.
| Acquisti         | Acquisti           | Acquisti         | Acquisti                         |
| R.               | Nome               | da               | Modalità                         |
| ---------------- | ------------------ | ---------------- | -------------------------------- |
| P                | Tommaso Berni      |                  | definitivo                       |
| P                | Lys Gomis          | Ascoli           | fine prestito                    |
| P                | Daniele Padelli    | Udinese          | definitivo                       |
| D                | Cesare Bovo        | Genoa            | definitivo                       |
| D                | Matteo Darmian     | Palermo          | riscatto compartecipazione       |
| D                | Kamil Glik         | Palermo          | riscatto compartecipazione       |
| D                | Nikola Maksimović  | Apollōn Limassol | prestito                         |
| D                | Emiliano Moretti   | Genoa            | definitivo                       |
| D                | Giovanni Pasquale  | Udinese          | prestito                         |
| D                | Filippo Scaglia    | Cuneo            | fine prestito                    |
| C                | Migjen Basha       | Atalanta         | definitivo                       |
| C                | Nicola Bellomo     | Bari             | compartecipazione                |
| C                | Matteo Brighi      | Roma             | definitivo                       |
| C                | Alessio Cerci      | Fiorentina       | riscatto compartecipazione       |
| C                | Omar El Kaddouri   | Napoli           | prestito con diritto di riscatto |
| C                | Alexander Farnerud | Young Boys       | definitivo                       |
| C                | Alen Stevanović    | Inter            | riscatto compartecipazione       |
| A                | Ciro Immobile      | Juventus         | compartecipazione                |
| A                | Marcelo Larrondo   | Siena            | compartecipazione                |
| Altre operazioni |                    |                  |                                  |
| R.               | Nome               | da               | Modalità                         |
| D                | Marco Chiosa       | Nocerina         | fine prestito                    |
| D                | Luca Isoardi       | Vallée d'Aoste   | riscatto compartecipazione       |
| C                | Nicolás Gorobsov   | Nocerina         | fine prestito                    |
| C                | Vincenzo Nitride   | Monza            | riscatto compartecipazione       |
| C                | Sergiu Suciu       | Juve Stabia      | fine prestito                    |
| A                | Simone Verdi       | Juve Stabia      | fine prestito                    |

| Cessioni         | Cessioni                 | Cessioni                  | Cessioni                         |
| R.               | Nome                     | a                         | Modalità                         |
| ---------------- | ------------------------ | ------------------------- | -------------------------------- |
| P                | Ferdinando Coppola       |                           | fine contratto                   |
| P                | Alfred Gomis             | Crotone                   | prestito                         |
| D                | Pablo Cáceres            | Rangers de Talca          | fine prestito                    |
| D                | Valerio Di Cesare        | Brescia                   | definitivo                       |
| D                | Angelo Ogbonna           | Juventus                  | definitivo                       |
| C                | Marko Bakić              | Fiorentina                | riscatto compartecipazione       |
| C                | Willyan da Silva Barbosa | Beira-Mar                 | prestito                         |
| C                | Valter Birsa             | Genoa                     | fine prestito                    |
| C                | Matteo Brighi            | Roma                      | fine prestito                    |
| C                | Mario Santana            | Napoli                    | fine prestito                    |
| C                | Alen Stevanović          | Palermo                   | prestito con diritto di riscatto |
| A                | Rolando Bianchi          |                           | fine contratto                   |
| A                | Abou Diop                | Juve Stabia               | prestito                         |
| A                | Jonathas                 | Pescara                   | fine prestito                    |
| A                | Dolly Menga              | Lierse                    | fine prestito                    |
| A                | Vittorio Parigini        | Juve Stabia               | prestito                         |
| Altre operazioni |                          |                           |                                  |
| R.               | Nome                     | da                        | Modalità                         |
| D                | Alessandro Agostini      | Verona                    | definitivo                       |
| D                | Simone Benedetti         | Inter                     | riscatto compartecipazione       |
| D                | Marco Chiosa             | Bari                      | prestito                         |
| D                | Davide Cinaglia          | Feralpisalò               | compartecipazione                |
| D                | Andrea Cristini          | Cuneo                     | fine prestito                    |
| D                | Riccardo Fiamozzi        | Varese                    | compartecipazione                |
| D                | Francesco Fiore          | Vallée d'Aoste            | definitivo                       |
| D                | Luca Isoardi             | Bra                       | prestito                         |
| D                | Marco Migliorini         | Como                      | definitivo                       |
| D                | Gabriele Quitadamo       | Cuneo                     | fine prestito                    |
| D                | Paolo Ropolo             | Gavorrano                 | definitivo                       |
| D                | Matteo Rubin             | Siena                     | riscatto compartecipazione       |
| C                | Boubakary Diarra         | Bra                       | prestito                         |
| C                | Marco Firriolo           | Cuneo                     | compartecipazione                |
| C                | Giorgio Fumana           | Bra                       | prestito                         |
| C                | Emanuele Gatto           | Lumezzane                 | compartecipazione                |
| C                | Nicolás Gorobsov         | SSU Politehnica Timișoara | prestito                         |
| C                | Vincenzo Nitride         | Bra                       | compartecipazione                |
| C                | Sergiu Suciu             | Juve Stabia               | prestito                         |
| A                | Nathan Kabasele          | Anderlecht                | fine prestito                    |
| A                | Simone Verdi             | Empoli                    | prestito                         |

### Sessione invernale(dal 4/1 al 31/1)
| Acquisti         | Acquisti              | Acquisti    | Acquisti      |
| R.               | Nome                  | da          | Modalità      |
| ---------------- | --------------------- | ----------- | ------------- |
| D                | Marko Vešović         |             | definitivo    |
| C                | Jasmin Kurtić         | Sassuolo    | prestito      |
| C                | Panagiōtīs Tachtsidīs | Catania     | prestito      |
| Altre operazioni |                       |             |               |
| R.               | Nome                  | da          | Modalità      |
| C                | Ahmed Barusso         | Genoa       | definitivo    |
| C                | Boubakary Diarra      | Bra         | fine prestito |
| A                | Matteo Colombi        | Inter       | prestito      |
| A                | Abou Diop             | Juve Stabia | fine prestito |
| A                | Ilyos Zeytullayev     |             | definitivo    |

| Cessioni         | Cessioni                 | Cessioni   | Cessioni                         |
| R.               | Nome                     | a          | Modalità                         |
| ---------------- | ------------------------ | ---------- | -------------------------------- |
| D                | Danilo D'Ambrosio        | Inter      | definitivo                       |
| D                | Filippo Scaglia          | Cittadella | prestito con diritto di riscatto |
| C                | Matteo Brighi            | Sassuolo   | definitivo                       |
| C                | Nicola Bellomo           | Spezia     | prestito                         |
| Altre operazioni |                          |            |                                  |
| R.               | Nome                     | da         | Modalità                         |
| C                | Wyllian da Silva Barbosa | Beira-Mar  | definitivo                       |
| A                | Abou Diop                | Crotone    | prestito con diritto di riscatto |
| A                | Ilyos Zeytullayev        | HNK Gorica | prestito                         |

## Risultati

### Serie A

#### Girone di andata
| Arbitro: | Orsato (Schio) |

|                      |           |  |
| Brighi 40’ Cerci 63’ | Marcatori |  |

| Arbitro: | Bergonzi (Genova) |

|                               |           |  |
| G. Stendardo 57’ Lucchini 81’ | Marcatori |  |

| Arbitro: | Massa (Imperia) |

|                          |           |                                     |
| D'Ambrosio 47’ Cerci 71’ | Marcatori | 87’ Muntari 90'+7’ (rig.) Balotelli |

| Arbitro: | Peruzzo (Schio) |

|            |           |                                   |
| Natali 29’ | Marcatori | 2’ D'Ambrosio 45'+1’ (rig.) Cerci |

| Arbitro: | Rizzoli (Bologna) |

|                       |           |                               |
| Cerci 36’ (rig.), 52’ | Marcatori | 44’ Gomez 67’ (rig.) Jorginho |

| Arbitro: | Mazzoleni (Bergamo) |

|  |           |           |
|  | Marcatori | 54’ Pogba |

| Arbitro: | Gervasoni (Mantova) |

|                            |           |                               |
| G. Sansone 41’ Éder 90'+3’ | Marcatori | 66’ Immobile 76’ (rig.) Cerci |

| Arbitro: | Doveri (Roma) |

|                                       |           |                                |
| Farnerud 21’ Immobile 53’ Bellomo 90’ | Marcatori | 45'+1’ Guarin 55’, 71’ Palacio |

| Arbitro: | De Marco (Chiavari) |

|                                |           |  |
| Higuaín 14’ (rig.), 32’ (rig.) | Marcatori |  |

| Arbitro: | Valeri (Roma) |

|                                       |           |                                      |
| Paulinho 25’ L. Greco 33’ Emerson 62’ | Marcatori | 4’ Immobile 7’ Glik 87’ (rig.) Cerci |

| Arbitro: | Banti (Livorno) |

|           |           |               |
| Cerci 63’ | Marcatori | 28’ Strootman |

| Arbitro: | Calvarese (Teramo) |

|                   |           |              |
| D. Conti 43’, 88’ | Marcatori | 52’ Immobile |

| Arbitro: | Tommasi (Bassano del Grappa) |

|                                               |           |          |
| Immobile 10’ El Kaddouri 34’, 61’ Moretti 59’ | Marcatori | 50’ Leto |

| Arbitro: | Peruzzo (Schio) |

|              |           |             |
| Biondini 69’ | Marcatori | 7’ Farnerud |

| Arbitro: | Tagliavento (Terni) |

|          |           |  |
| Glik 19’ | Marcatori |  |

| Arbitro: | Irrati (Pistoia) |

|  |           |                           |
|  | Marcatori | 48’ Farnerud 75’ Immobile |

| Arbitro: | De Marco (Chiavari) |

|                                             |           |            |
| Immobile 45'+2’, 65’ Vives 80’ Cerci 90'+3’ | Marcatori | 9’ Théréau |

| Arbitro: | Russo (Nola) |

|                                            |           |              |
| Marchionni 34’ A. Lucarelli 44’ Amauri 70’ | Marcatori | 21’ Immobile |

| Torino 12 gennaio 2014, ore 12:30 UTC+1 19ª giornata | Torino        | 0 – 0 referto | Fiorentina | Stadio Olimpico (21.258 spett.)\| Arbitro: \| Valeri (Roma) \| |
| Arbitro:                                             | Valeri (Roma) |               |            |                                                                |

#### Girone di ritorno
| Arbitro: | Giacomelli (Trieste) |

|  |           |                         |
|  | Marcatori | 25’ Immobile 48’ Brighi |

| Arbitro: | Tagliavento (Terni) |

|                  |           |  |
| Cerci 60’ (rig.) | Marcatori |  |

| Arbitro: | Damato (Barletta) |

|          |           |              |
| Rami 49’ | Marcatori | 17’ Immobile |

| Arbitro: | Irrati (Pistoia) |

|             |           |                    |
| Immobile 5’ | Marcatori | 11’, 24’ Cristaldo |

| Arbitro: | Rocchi (Firenze) |

|                 |           |                                        |
| Toni 36’ (rig.) | Marcatori | 49’ Immobile 53’ Cerci 61’ El Kaddouri |

| Arbitro: | Rizzoli (Bologna) |

|           |           |  |
| Tevez 30’ | Marcatori |  |

| Arbitro: | Damato (Barletta) |

|  |           |                         |
|  | Marcatori | 7’ Okaka 79’ Gabbiadini |

| Arbitro: | Calvarese (Teramo) |

|             |           |  |
| Palacio 30’ | Marcatori |  |

| Arbitro: | Doveri (Roma) |

|  |           |             |
|  | Marcatori | 90’ Higuain |

| Arbitro: | Russo (Nola) |

|                        |           |               |
| Immobile 25’, 60’, 67’ | Marcatori | 89’ Siligardi |

| Arbitro: | Bergonzi (Genova) |

|                            |           |              |
| Destro 41’ Florenzi 90'+1’ | Marcatori | 52’ Immobile |

| Arbitro: | Tommasi (Bassano del Grappa) |

|                              |           |          |
| El Kaddouri 45'+1’ Cerci 71’ | Marcatori | 77’ Nenê |

| Arbitro: | Rocchi (Firenze) |

|              |           |                           |
| Bergessio 2’ | Marcatori | 79’ Farnerud 83’ Immobile |

| Arbitro: | Mariani (Aprilia) |

|                              |           |               |
| Immobile 90'+2’ Cerci 90'+3’ | Marcatori | 85’ Gilardino |

| Arbitro: | Guida (Torre Annunziata) |

|                                       |           |                                        |
| Mauri 42’ Candreva 61’ (rig.), 90'+4’ | Marcatori | 52’ Kurtić 67’ Tachtsidis 89’ Immobile |

| Arbitro: | Valeri (Roma) |

|                              |           |  |
| El Kaddouri 15’ Immobile 56’ | Marcatori |  |

| Arbitro: | Celi (Bari) |

|  |           |                  |
|  | Marcatori | 54’ (aut.) Sardo |

| Arbitro: | Damato (Barletta) |

|              |           |              |
| Immobile 42’ | Marcatori | 71’ Biabiany |

| Arbitro: | Rizzoli (Bologna) |

|                            |           |                         |
| Rossi 57’ (rig.) Rebić 79’ | Marcatori | 67’ Larrondo 84’ Kurtić |

### Coppa Italia

#### Turni preliminari
| Arbitro: | Massa (Imperia) |

|              |           |                        |
| Immobile 53’ | Marcatori | 47’ Maniero 59’ Ragusa |

## Statistiche

### Statistiche di squadra
| Competizione | Punti | In casa | In casa | In casa | In casa | In casa | In casa | In trasferta | In trasferta | In trasferta | In trasferta | In trasferta | In trasferta | Totale | Totale | Totale | Totale | Totale | Totale | DR  |
| Competizione | Punti | G       | V       | N       | P       | Gf      | Gs      | G            | V            | N            | P            | Gf           | Gs           | G      | V      | N      | P      | Gf     | Gs     | DR  |
| ------------ | ----- | ------- | ------- | ------- | ------- | ------- | ------- | ------------ | ------------ | ------------ | ------------ | ------------ | ------------ | ------ | ------ | ------ | ------ | ------ | ------ | --- |
| Serie A      | 57    | 19      | 9       | 6       | 4       | 31      | 20      | 19           | 6            | 6            | 7            | 27           | 28           | 38     | 15     | 12     | 11     | 58     | 48     | +10 |
| Coppa Italia | -     | 1       | 0       | 0       | 1       | 1       | 2       | 0            | 0            | 0            | 0            | 0            | 0            | 1      | 0      | 0      | 1      | 1      | 2      | -1  |
| Totale       | -     | 20      | 9       | 6       | 5       | 32      | 22      | 19           | 6            | 6            | 7            | 27           | 28           | 39     | 15     | 12     | 12     | 59     | 50     | +9  |

### Andamento in campionato
| Giornata  | 1 | 2  | 3  | 4 | 5 | 6  | 7 | 8  | 9  | 10 | 11 | 12 | 13 | 14 | 15 | 16 | 17 | 18 | 19 | 20 | 21 | 22 | 23 | 24 | 25 | 26 | 27 | 28 | 29 | 30 | 31 | 32 | 33 | 34 | 35 | 36 | 37 | 38 |
| --------- | - | -- | -- | - | - | -- | - | -- | -- | -- | -- | -- | -- | -- | -- | -- | -- | -- | -- | -- | -- | -- | -- | -- | -- | -- | -- | -- | -- | -- | -- | -- | -- | -- | -- | -- | -- | -- |
| Luogo     | C | T  | C  | T | C | C  | T | C  | T  | T  | C  | T  | C  | T  | C  | T  | C  | T  | C  | T  | C  | T  | C  | T  | T  | C  | T  | C  | C  | T  | C  | T  | C  | T  | C  | T  | C  | T  |
| Risultato | V | P  | N  | V | N | P  | N | N  | P  | N  | N  | P  | V  | N  | V  | V  | V  | P  | N  | V  | V  | N  | P  | V  | P  | P  | P  | P  | V  | P  | V  | V  | V  | N  | V  | V  | N  | N  |
| Posizione | 4 | 10 | 11 | 7 | 8 | 10 | 9 | 10 | 12 | 12 | 12 | 14 | 12 | 12 | 7  | 7  | 7  | 7  | 7  | 7  | 6  | 6  | 7  | 7  | 8  | 9  | 9  | 10 | 10 | 11 | 10 | 10 | 7  | 8  | 6  | 6  | 6  | 7  |

Fonte:  Serie A – Classifiche, su sport.sky.it, Sky Sport. URL consultato l'8 settembre 2013 (archiviato dall'url originale l'11 settembre 2014).
Legenda:

Luogo: C = Casa; T = Trasferta. Risultato: V = Vittoria; N = Pareggio; P = Sconfitta.

### Statistiche dei giocatori
| Giocatore      | Serie A  | Serie A | Serie A     | Serie A    | Coppa Italia | Coppa Italia | Coppa Italia | Coppa Italia | Totale   | Totale | Totale      | Totale     |
| Giocatore      | Presenze | Reti    | Ammonizioni | Espulsioni | Presenze     | Reti         | Ammonizioni  | Espulsioni   | Presenze | Reti   | Ammonizioni | Espulsioni |
| -------------- | -------- | ------- | ----------- | ---------- | ------------ | ------------ | ------------ | ------------ | -------- | ------ | ----------- | ---------- |
| P. Barreto     | 11       | 0       | 0           | 0          | 0            | 0            | 0            | 0            | 11       | 0      | 0           | 0          |
| M. Basha       | 24       | 0       | 2           | 1          | 1            | 0            | 0            | 0            | 25       | 0      | 2           | 1          |
| N. Bellomo     | 7        | 1       | 1           | 0          | 1            | 0            | 0            | 0            | 8        | 1      | 1           | 0          |
| C. Bovo        | 20       | 0       | 8           | 0          | 0            | 0            | 0            | 0            | 20       | 0      | 8           | 0          |
| M. Brighi      | 16       | 2       | 2           | 0          | 1            | 0            | 0            | 0            | 17       | 2      | 2           | 0          |
| A. Cerci       | 37       | 13      | 4           | 0          | 1            | 0            | 0            | 0            | 38       | 13     | 4           | 0          |
| D. D'Ambrosio  | 14       | 2       | 4           | 0          | 1            | 0            | 0            | 0            | 15       | 2      | 4           | 0          |
| M. Darmian     | 37       | 0       | 6           | 0          | 1            | 0            | 0            | 0            | 38       | 0      | 6           | 0          |
| O. El Kaddouri | 29       | 5       | 5           | 0          | 1            | 0            | 0            | 0            | 30       | 5      | 5           | 0          |
| A. Farnerud    | 23       | 4       | 4           | 0          | 1            | 0            | 0            | 0            | 24       | 4      | 4           | 0          |
| A. Gazzi       | 11       | 0       | 1           | 0          | 0            | 0            | 0            | 0            | 11       | 0      | 1           | 0          |
| K. Glik        | 34       | 2       | 12          | 0          | 1            | 0            | 0            | 0            | 35       | 2      | 12          | 0          |
| L. Gomis       | 1        | -1      | 1           | 0          | 0            | -0           | 0            | 0            | 1        | -1     | 1           | 0          |
| C. Immobile    | 33       | 22      | 9           | 1          | 1            | 1            | 1            | 0            | 34       | 23     | 10          | 1          |
| J. Kurtić      | 16       | 2       | 0           | 0          | -            | -            | -            | -            | 16       | 2      | 0           | 0          |
| M. Larrondo    | 5        | 1       | 1           | 0          | 1            | 0            | 0            | 0            | 6        | 1      | 1           | 0          |
| N. Maksimović  | 23       | 0       | 6           | 0          | 0            | 0            | 0            | 0            | 23       | 0      | 6           | 0          |
| S. Masiello    | 8        | 0       | 1           | 0          | 0            | 0            | 0            | 0            | 8        | 0      | 1           | 0          |
| R. Meggiorini  | 34       | 0       | 1           | 0          | 0            | 0            | 0            | 0            | 34       | 0      | 1           | 0          |
| E. Moretti     | 36       | 1       | 4           | 0          | 1            | 0            | 0            | 0            | 37       | 1      | 4           | 0          |
| D. Padelli     | 38       | -47     | 3           | 0          | 1            | -2           | 0            | 0            | 39       | -49    | 3           | 0          |
| G. Pasquale    | 12       | 0       | 1           | 0          | -            | -            | -            | -            | 12       | 0      | 1           | 0          |
| G. Rodriguez   | 6        | 0       | 0           | 0          | 1            | 0            | 0            | 0            | 7        | 0      | 0           | 0          |
| P. Tachtsidis  | 11       | 1       | 0           | 0          | -            | -            | -            | -            | 11       | 1      | 0           | 0          |
| M. Vešović     | 3        | 0       | 0           | 0          | -            | -            | -            | -            | 3        | 0      | 0           | 0          |
| G. Vives       | 32       | 1       | 14          | 0          | 0            | 0            | 0            | 0            | 32       | 1      | 14          | 0          |

## Giovanili

### Organigramma societario
Dal sito internet della società:
Area direttiva
- Responsabile Tecnico Settore Giovanile: Massimo Bava
- Responsabile Tecnico Scuola Calcio: Silvano Benedetti
- Segreteria Settore Giovanile: Vincenzo D'Ambrosio

Area tecnica - Primavera
- Allenatore: Moreno Longo
- Allenatore in seconda: Domenico Rana
- Allenatore dei portieri: Paolo Di Sarno
- Preparatore Atletico: Paolo Nava

Area sanitaria
- Responsabile Medico: Paolo Battaglino
- Medico Primavera: Enrico Buttafarro
- Medico Allievi Nazionali: Antonio Pastrone
- Medico Giovanissimi Nazionali: Simone Spolaore
- Consulente ortopedico: Marco Gatti

### Piazzamenti
- Primavera:
  - Campionato: Finale.[68]
  - Coppa Italia: Quarti di finale.
  - Torneo di Viareggio: Ottavi di finale.

- Berretti:
  - Campionato: Vincitore.[68]